# La mujer del ministro
La mujer del ministro es una película de género dramático dirigida en 1981 por Eloy de la Iglesia. Coproducción hispano-mexicana en su elenco participan actores que ya trabajaron con el director como Amparo Muñoz, Simón Andreu o José Luis Fernández "Pirri" y renombrados actores mexicanos como Pedro Armendáriz Jr. Destaca por haber contado con la calificación de "Cine S" en España que, en la época de su estreno, se aplicaba básicamente a producciones pornográficas (género que no está presente en la película) oficialmente por la posibilidad de herir la sensibilidad del espectador.

## Sinopsis
La marquesa de Montenegro (María Martín), mujer en decadencia física y económica, conserva amigos influyentes como el ministro Fernández Herrador (Simón Andreu). Cuando Teresa (Amparo Muñoz), la mujer del ministro, necesita un nuevo jardinero la marquesa le presenta a Rafael (Manuel Torres). El joven, a quien la marquesa conoce por haber mantenido un escarceo en una playa de moda, se dedica a seducir mujeres ricas y maduras para lograr vivir confortablemente. Teresa, seducida y atraída por el vigoroso joven en contraposición a su marido poderoso pero impotente, disfruta de encuentros íntimos en casa de la marquesa.
La situación se complica cuando el ministro sufre un atentado terrorista del que sale ileso. El atentado, preparado por el entorno del ministro, sirve como tapadera para desviar la atención sobre unas acusaciones de soborno por parte de una multinacional. En el mismo se involucra a Rafael a modo de chivo expiatorio.

## Reparto
- Amparo Muñoz - Teresa
- Simón Andreu - Ministro Fernández Herrador
- María Martín - Leonor Montenegro
- Irina Kuberskaya - Marta
- Manuel Torres - Rafael
- José Luis Fernández "Pirri" - Chema
- Julieta Serrano - Angelina
- Pastor Serrador - Padre
- Enrique San Francisco - Terrorista
- José Manuel Cervino - Lara
- Antonio Betancourt - Terrorista
- Ángel García - Guardaespaldas
- José Luis Alexandre - Policía
- Manuel Calvo - Gerente
- Marcial Zambrana - Policía
- Francisco Casares - Jefe terrorista
- Pedro Armendáriz Jr. - Inspector Romero

## Producción
Rodada en localizaciones de Madrid La mujer del ministro, cuyo título original era Abuso de confianza, es la segunda y última coproducción cinematográfica hispano-mexicana en la filmografía de Eloy de la Iglesia.
Respecto a su calificación como "Película S", a pesar de la desaparición de la censura cinematográfica en España, el director indicó que su convicción era que en las altas esferas el tema tratado y la forma de mostrarlo había molestado. A diferencia de otros proyectos la censura mexicana respetó la película sin hacer modificaciones.

Esta S viene a ser como una especie de sanción, pues si bien no restringe mucho los circuitos de distribución, desconcierta al espectador que entra al cine a ver una cosa y se encuentra con otra muy distinta. La verdad es que ya nos temíamos que remitieran el oficio al ministerio fiscal, porque los trámites burocráticos sufrieron varias demoras y dilaciones injustificadas.
Eloy de la Iglesia, sobre La mujer del ministro en diario El País (1981) 